# Энгельшоф
Энгельшоф (нем. Engelschoff) — община в Германии, в земле Нижняя Саксония.
Входит в состав района Штаде. Подчиняется управлению Химмельпфортен. Население составляет 751 человек (на 31 декабря 2010 года). Занимает площадь 19,69 км².
Коммуна подразделяется на 2 сельских округа.